# Ul'janovsk
Ul'janovsk (in russo Ульяновск?), in precedenza chiamata Simbirsk (Симби́рск), è una città della Russia, capoluogo dell'omonima oblast' (316,9 km², 627705 ab.).

## Geografia fisica
La città ha 625 000 abitanti ed è posta sulla sponda occidentale del bacino artificiale di Samara. La sua posizione ne fa un importante nodo ferroviario e porto fluviale che ha permesso lo sviluppo di industrie metalmeccaniche, elettroniche, conciarie, alimentari, dell'abbigliamento e dei materiali da costruzione.

## Storia
Simbirsk fu fondata nel 1648 dal boiardo Bogdan Khitrovo. Il forte di Simbirsk (in alternativa "Sinbirsk") fu strategicamente costruito su una collina sulla sponda occidentale del fiume Volga. Il forte era destinato a proteggere la frontiera orientale dell'impero russo dalle tribù nomadi e ad istituire una presenza imperiale permanente nell'area. Nel 1668 Simbirsk resisté ad un assedio lungo un mese condotto da un esercito di ventimila uomini con a capo il comandante dei cosacchi ribelli Sten'ka Razin. Sempre a Simbirsk un altro ribelle, Emel'jan Pugačëv, fu imprigionato prima dell'esecuzione. All'epoca, Simbirsk possedeva un cremlino di legno, che fu distrutto da un incendio durante il Settecento.
Siccome il confine orientale dell'Impero russo fu rapidamente spinto in Siberia, Simbirsk perse nel tempo la sua importanza strategica, ma nondimeno cominciò a svilupparsi come centro regionale importante. A Simbirsk fu attribuito lo status di città nel 1796. Nell'estate del 1864 Simbirsk fu gravemente danneggiata dal fuoco; comunque fu rapidamente ricostruita e continuò a crescere. La Cattedrale della Santa Trinità fu costruita in stile neoclassico tra il 1827 ed il 1841. La popolazione di Simbirsk raggiunse le 26 000 unità nel 1856 e le 43 000 nel 1897.
Nel 1924 la città fu rinominata Ul'janovsk in onore di Vladimir Ul'janov, meglio conosciuto come Lenin, che nacque a Simbirsk nel 1870. Anche altri due altri capi politici russi, Aleksandr Kerenskij e Aleksandr Protopopov, nacquero a Simbirsk. La costruzione della centrale idroelettrica di Kujbyšev (completata nel 1957, duecento chilometri seguendo la corrente del Volga) ebbe come conseguenza l'inondazione di importanti distese di terra sia a nord che a sud di Ul'janovsk e un accrescimento della larghezza del Volga fino a 35 chilometri in alcuni posti.
Fino a oggi alcuni quartieri popolati di Ul'janovsk rimangono ben al di sotto del livello del bacino, protetto da una diga: si valuta che il cedimento della diga sommergerebbe con ben dieci metri d'acqua alcune parti della città (contenenti circa il 5% della popolazione totale). Durante il periodo dei Soviet Ul'janovsk fu un centro turistico importante che attirò visitatori da tutta l'Unione Sovietica a causa della sua importanza rivoluzionaria. Una grande serie d'esplosioni avvenne in un magazzino dell'Esercito russo vicino ad Ul'janovsk il 13 novembre 2009. Almeno due persone furono uccise e quarantatrè furono salvate da un rifugio.

## Sport

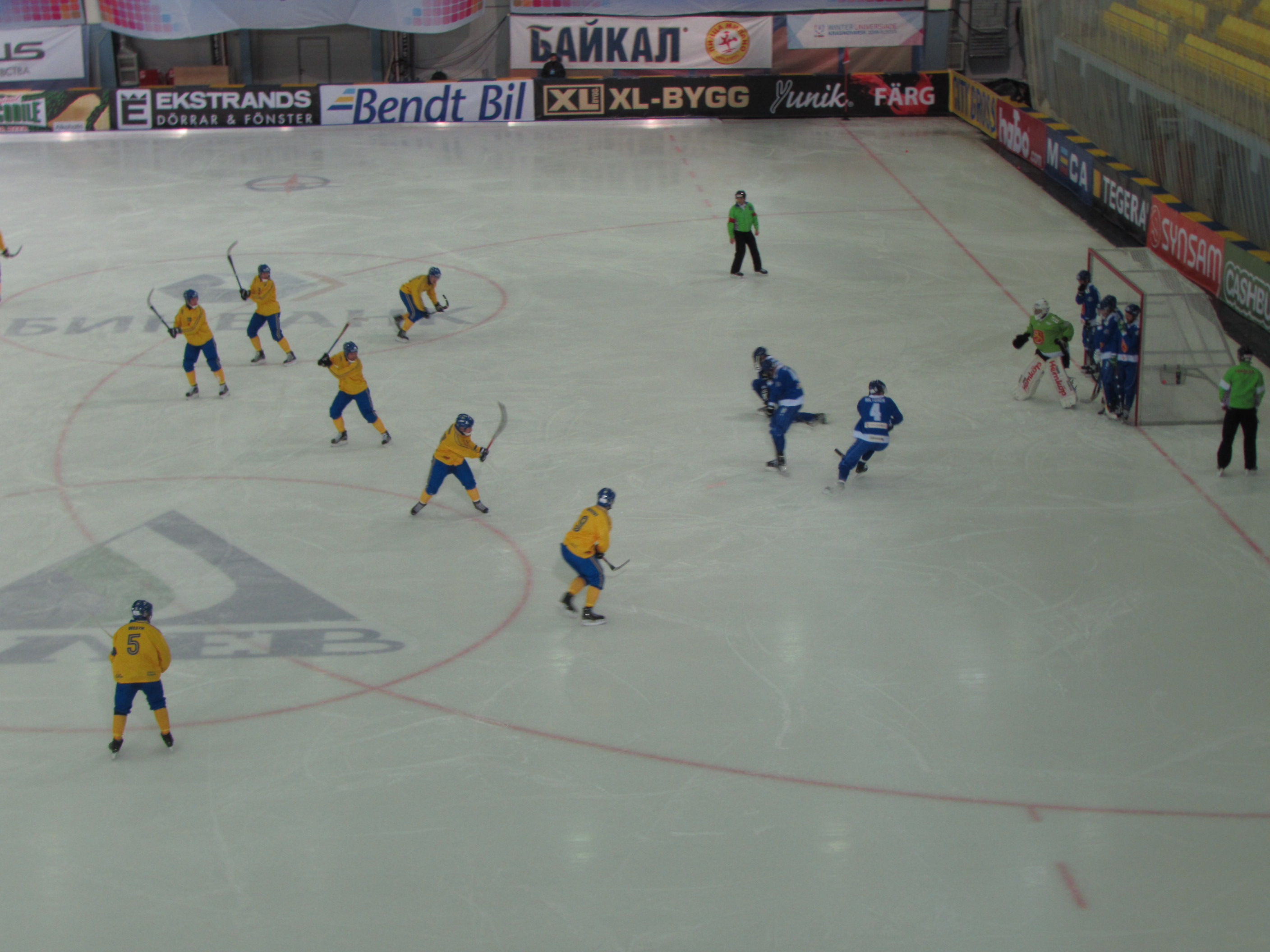
Bandy nella Volga-Sport-Arena

## Economia
La città di Ul'janovsk è un significativo polo industriale della Russia; nella città sono infatti presenti i grandi stabilimenti della casa automobilistica UAZ, della UMZ e gli stabilimenti aeronautici della Aviastar-SP, produttrice del Tupolev Tu-204 e dell'Antonov An-124 Ruslan. Vi sono inoltre molte altre piccole fabbriche.

## Infrastrutture e trasporti

### Aereo
Nella città è presente un importante aeroporto per il traffico aereo interno e l'Istituto superiore di aviazione civile di Ul'janovsk o UHCAS'. Alla base dell'UHCAS si trova un importante museo dell'Aviazione. Inoltre, all'aeroporto di Ul'janovsk sono basate due compagnie aeree russe: la Polet Airlines e la Volga-Dnepr.

## Amministrazione

### Gemellaggi
- Oklahoma City
- Macon
- Krefeld
- Gyumri
- Shenzhen
- Saransk
- Žukovskij